# 가산 (인공산)

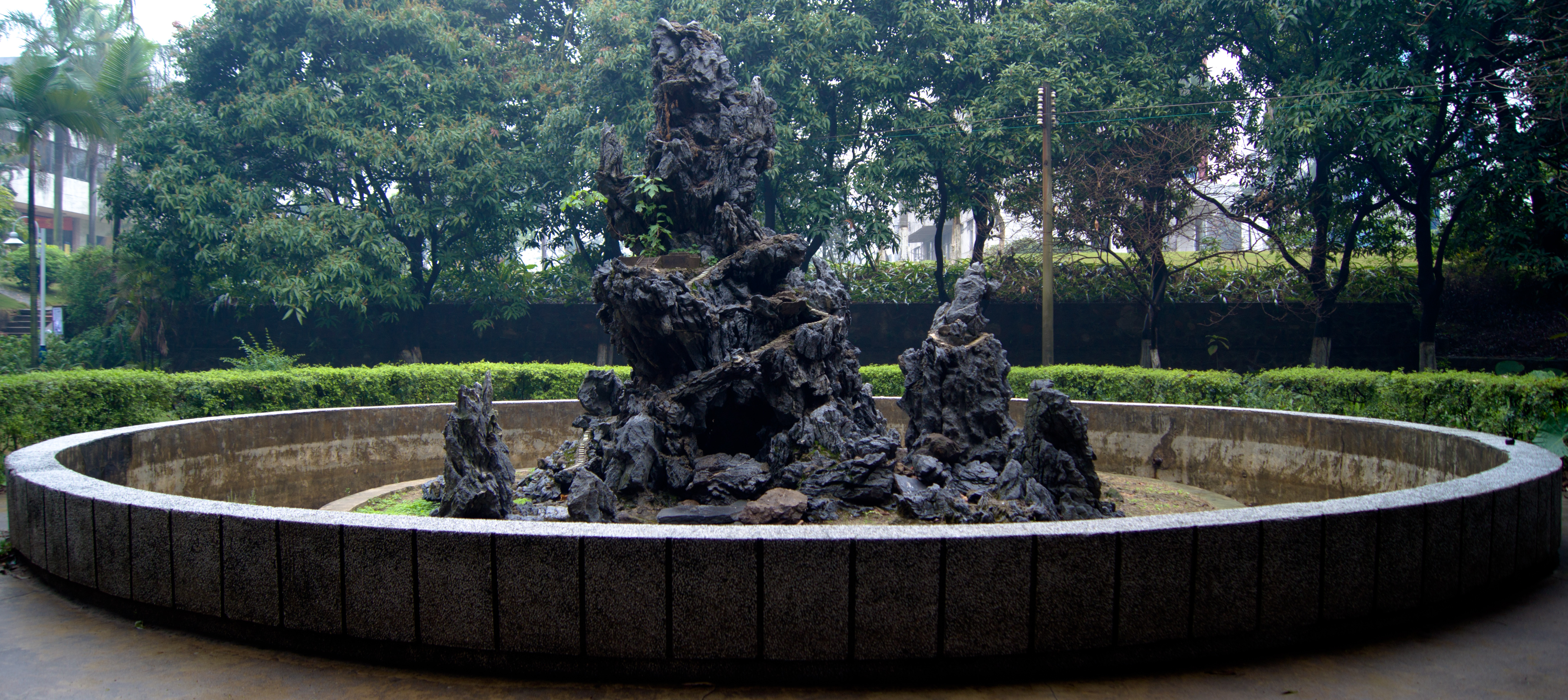
포산 과학기술학원의 가산

가산(假山) 또는 조산(造山)은 산 모양으로 쌓아 놓은 정원의 조경물, 또는 인공적으로 흙을 쌓아 이룬 산을 의미한다. 전자의 경우 경치를 더욱 좋게 하여 풍류를 즐기기 위함이며, 후자의 경우 풍수지리적으로 지기(地氣)가 험한 곳의 기운을 북돋게 하기 위함이다.

## 유명한 가산

### 대한민국

#### 경복궁의 가산
경복궁 교태전 뒤에는 인공적으로 산을 조성하여, 교태전 안에서만 머무르는 왕비가 궁 밖으로 나가지 않고도 자연 풍경을 감상할 수 있도록 하였다. 그 이름은 아미산(峨眉山)으로, 중국 쓰촨성에 있는 명산인 어메이 산(峨眉山)에서 따 온 것이다. 아름다운 굴뚝이 유명하다.

#### 청계천의 가산
한양이 조선의 수도가 된 이래로 청계천은 개수되지 않다가, 영조 대에 이르러 비로소 토사를 준설하는 준천(濬川)을 시행하였다. 봉조하였던 유척기는 300여 년 동안 쌓인 막대한 양의 토사를 다른 곳으로 옮겨 쌓지 않으면 준설을 시행한 의미가 헛되게 된다고 주장하였고, 이에 토사를 오간수문 부근의 청계천 좌우에 산처럼 쌓아 가산(假山)을 만들었다.
가산으로 몰려든 거지들은 가산에 땅굴을 파고 몰려 살았으며, 나라에서는 이들에게 뱀을 잡아 팔 독점 권리를 부여하여, 이들을 ‘땅꾼’이라 부르게 되었다. 가산에는 꽃을 심었는데 그 향기가 좋았기 때문에, 지금의 청계5가와 을지로5가 사이 지역을 1914년 4월 1일 행정구역 개편 시에 방산정(芳山町)으로 명명하는 계기가 되었다. 가산은 준설토로 이루어졌으므로 기후 상황이나 준설량에 따라 그 높이와 면적이 계속 변하였다.
청계천 북쪽의 가산은 1898년에 서울전차 차고를 지을 때 거의 사라졌으며, 나머지는 종로신진시장 서문2와 전태일다리(버들다리) 사이의 영역에 높이 5m 가량의 둔덕으로 남아 있다. 남쪽의 가산은 동대문공립소학교(1917년), 조선약학교(1918년), 경성사범학교(1921년) 등을 건설할 때 헐렸고, 해방 이후 설립된 서울대학교 음악대학 등을 건설하며 모두 헐렸다. 또한 1908년 여름에 청계천이 범람하면서 집들이 피해를 입은 뒤, 1909년에 청계천 양쪽 가산의 흙을 약간 헐어 종로 일대 거리에 넓게 도포하였다.

## 참고 문헌
- 경성부 (2012). 《국역 경성부사 제1권》. 서울: 서울특별시시사편찬위원회. ISBN 9788994033419.
- 경성부 (2013). 《국역 경성부사 제2권》. 서울: 서울특별시시사편찬위원회. ISBN 9788994033501.
- 김창희; 최종현 (2013). 《오래된 서울》. 서울: 동하. ISBN 9788996787228.